# Phyllonorycter tritorrhecta
Phyllonorycter tritorrhecta là một loài bướm đêm thuộc họ Gracillariidae. Nó được tìm thấy ở Nhật Bản (Honsyu).
Sải cánh dài 5–6 mm.
Ấu trùng ăn Zelkova serrata. Chúng ăn lá nơi chúng làm tổ. The mine is ptychonomous và created on the upper surface of the leaves.